# 7. лаки артиљеријски пук ПВО Херцеговачког корпуса
7. лаки артиљеријски пук ПВО је био једна од јединица Херцеговачког корпуса Војске Републике Српске. Пук је основан од 13. лаког артиљеријског пука ПВО 13. ријечког корпуса ЈНА са командним местом у Ластви. Пук током рата није имао погинулих бораца.

## Организација
Пук је имао следећи састав:
- Командна батерија,
- Две батерије противавионских топова 20/3мм,
- Четири батерија противавионских топова 30/2мм,
- Ракетна батерија ”Стрела-2М”,
- Позадински вод.

Од наоружања пук је имао:
- Противавионске топове 20/3мм - 16 комада,
- Противавионске топове 30/2мм - 18 комада,
- Ракете ”Стрела-2М” - 120 комада.

У сврху ваздушног осматрања и јављања, пук је организовао:
- Ц ВОЈ (Центар ваздушног осматрања и јављања),
- РОСт (Радарско-осматрачка станица радара П-15),
- ВОСт (Визуелно-осматрачке станице).

Центар ваздушног осматрања и јављања био је увезан директним везама са командама бригада корпуса, радарским положајима корпуса, батаљонм ВОЈИН ВРС ПВО и центро везе ВОЈИН Војске Југославије.
Будући да су противавионски топови истовремено били и моћно против-пешадијско наоружање и да је било потребно ојачати трупну против-ваздушну одбрану, пук је често претпочињавао ове батерија бригадама Херцеговачког корупса.
Војска Југославије је током рата помогала у обуци припадницима пука, па су нишанџије пука спроводили обуку гађања и нишањења заједно са јединицама Војске Југославије.

## Ратни пут
Током рата пук је обезбеђивао борбене положаје Хервачког корпуса и стратешке објекте у Источној Херцеговини. Брањени су радио-релејни центар Леутар, мостови на Дрини и у Фочи, брана Гранчарево на Требишњици, касарна ”Билећки борци” и вод ВОЈИН из 58. батаљона ВОЈИН.
Пук се нарочито истакао у операцији Звезда ВРС, односно покушају заузимања Горажда 1994. Тако су два ракетна одељења ”Стрела 2М” 15. априла око 11:30 погодила један авион Ф-16 НАТО пакта, док су неколико сати касније 3 ракетна одељења погодила још два авиона Ф-16, један у крилини а други у моторни део.